# Касари
Касари (ест. Kassari) пето је по величини естонско острво смештено у западном делу земље, у акваторији Балтичког мора. Припада архипелагу Западноестонских острва. Смештено је уз јужну обалу острва Хијуме са којим је за време осеке повезано копненом превлаком, те се често сматра и његовим делом. Административно припада округу Хијума, односно општини Кајна[[]].
Површина острва је 19,3 км², а према статистичким подацима из 2011. на острву је живело око 300 становника.
У селу Есикилас налази се малена капелица из 18. века која се налази на листи културног наслеђа Естоније. Специфична је по томе што је то једини активни верски објекат у земљи саграђен од камена, а покривен слојевима траве.